# Knúkur (Leirvík)
Knúkur è una montagna alta 463 metri sul mare situata sull'isola di Eysturoy, nell'arcipelago delle Isole Fær Øer, in Danimarca.